# كارولينا ميراندا
كارولينا ميراندا (بالإسبانية: Carolina Miranda)‏ (8 أبريل 1982 ببنبلونة في إسبانيا - ) هي لاعبة كرة قدم إسبانية في مركز الوسط. لعبت مع CE Sabadell (women) ‏ وCE Sant Gabriel ‏ وRCD Espanyol (women) ‏ وSD Lagunak (women) ‏.